# Celal Doğan

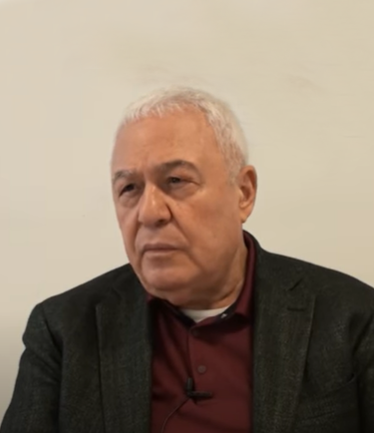
Celal Doğan, 2020

Celal Doğan (* 1. August 1943 in Nizip, Gaziantep) ist ein türkischer Politiker und Fußballfunktionär.

## Karriere als Politiker
Doğan ging in Gaziantep zur Schule und studierte Jura an der rechtswissenschaftlichen Fakultät der Universität Istanbul. Zwischen 1973 und 1977 war er als freier Rechtsanwalt tätig. Von 1977 bis 1980 war er Abgeordneter der türkischen Nationalversammlung für die CHP, anschließend kehrte er bis 1989 in seinen Beruf als Rechtsanwalt zurück. 1989 wurde er bei den Lokalwahlen zum Oberbürgermeister von Gaziantep gewählt. In den Jahren 1994 und 1999 wurde er jeweils im Amt bestätigt. Die Bürgermeisterwahlen im Jahre 2004 konnte er nicht für sich entscheiden.
Für die Wahlen zur Nationalversammlung im Sommer 2015 wurde er von der HDP als Kandidat aufgestellt. 2019 trat er als Kandidat für die Demokratik Sol Parti bei den Lokalwahlen in seinem Heimatbezirk Gaziantep an. Er erreichte mit 26,2 % den zweiten Platz hinter Fatma Şahin von der AKP.

## Karriere als Sportfunktionär
Von 1993 bis 2005 war Doğan Präsident des örtlichen Fußballclubs Gaziantepspor, dessen Ehrenvorsitzender er seit 2005 ist.
Zudem ist er Vereinsmitglied von Fenerbahçe Istanbul. Aufgrund seiner Parteizugehörigkeit der HDP wurde 2016 gegen seine Vereinsmitgliedschaft ein Ausschlussverfahren beantragt.

## Privates
Celal Doğan ist verheiratet und hat zwei Kinder.